# Ilona Verley
Ilona Verley est une drag queen canado-américaine, connue pour sa participation à la première saison de Canada's Drag Race.

## Biographie
Verley grandit à Lytton puis à Surrey, en Colombie-Britannique, avant d’étudier le maquillage au centre Blanche MacDonald à Vancouver.

## Carrière
Après avoir pratiqué le cosplay, Ilona Verley découvre RuPaul's Drag Race par ses amis et commence à s’exprimer à travers le drag en 2015 ; deux ans plus tard, alors qu’elle interprète sur scène le titre Tell me Smooth de Mathew V (en), Verley est repérée par le chanteur qui a assisté à sa performance ; il l’invite ensuite dans le clip de Broken l’année suivante.

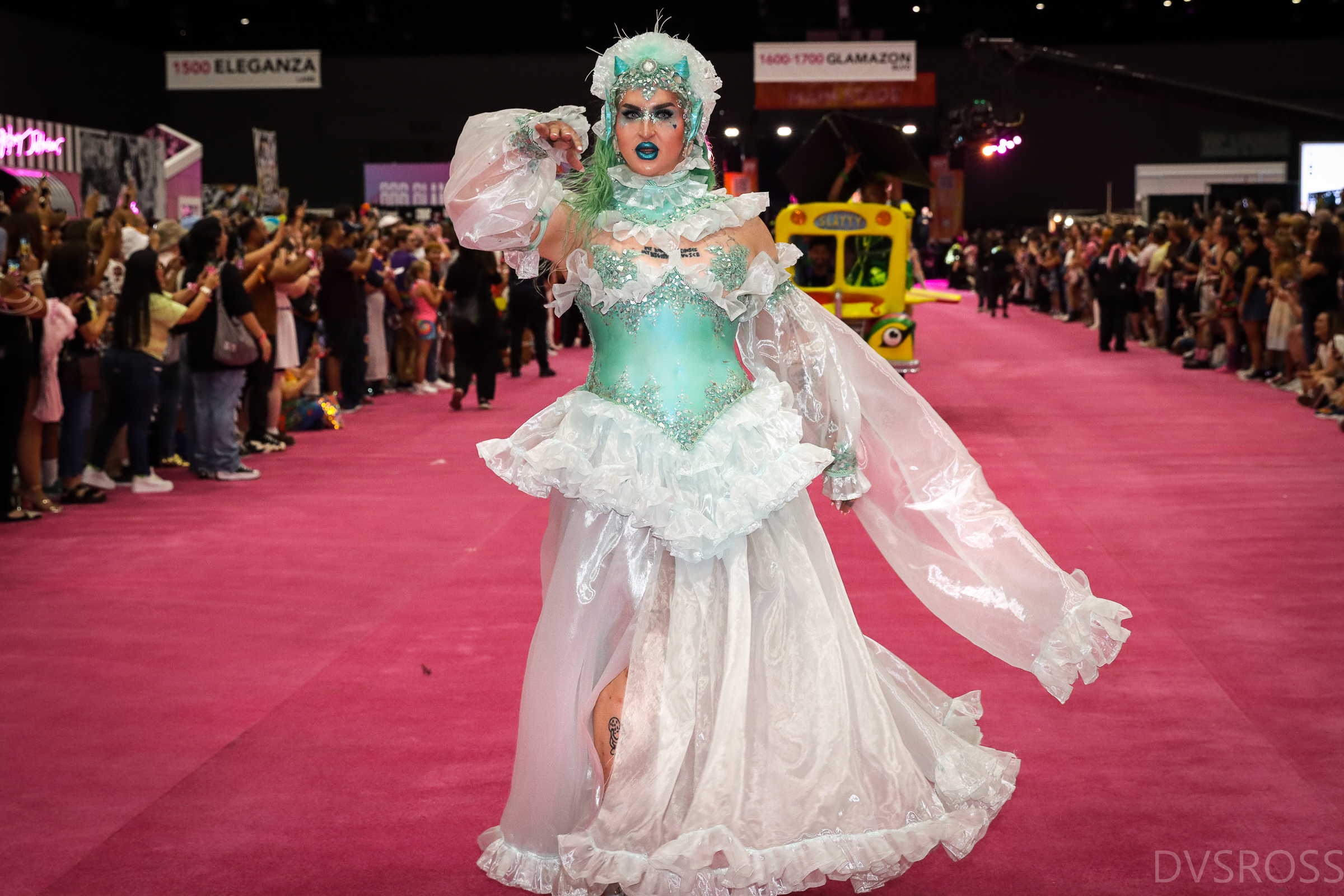
À la RuPaul's Drag Con LA en 2024.

Après avoir postulé pour les saisons 11 et 12 de RuPaul's Drag Race (aux États-Unis), Verley participe finalement à la première saison de Canada's Drag Race, la version canadienne de l’émission.
Elle est ainsi la première reine autochtone, bispirituelle et ouvertement non binaire à concourir dans une des versions de la franchise. Au cours du programme, Verley se retrouve parmi les deux derniers à trois reprises avant d’être éliminée dans le septième épisode. Elle est remarquée pour son style monochrome pastel, ainsi que pour sa dernière tenue qui incorporait une robe à clochettes (en) (robe de cérémonie traditionnelle) ornée d’empreintes de main rouges, en hommage aux femmes autochtones disparues et assassinées, au sujet desquelles elle veut sensibiliser son public.
Après la diffusion de sa saison, Verley reproche toutefois aux producteurs de ne pas l’avoir laissée aborder le sujet de sa transidentité à l’écran.
En octobre 2020, Verley participe au gala d'ouverture du festival imagineNATIVE à Toronto.
À la même période, Verley proteste en ligne en reprochant à la marque de cosmétiques Nyx d’avoir utilisé un attrape-rêves comme pochoir dans un tutoriel de maquillage, sans considération pour la portée spirituelle de cet objet pour les peuples autochtones nord-américains.

## Vie personnelle
Verley est Nlaka'pamux et bispirituelle, et a déclaré s'identifier comme une « femme transgenre autochtone fière ». L’artiste a aussi décrit son identité de genre comme fluide et en constante évolution. En novembre  2020, Verley déclare : « Je ne veux pas trop m'imposer, d'étiquette, quelle qu’elle soit. Car qui sait, dans quelques mois, quand je serai dans un meilleur état d'esprit ou dans une meilleure situation, comment je me sentirai ». Dans un épisode du podcast LGBTQ&A de la même période, Verley a déclaré : « Je pense que pour moi en ce moment, la meilleure façon de décrire qui je suis en ce moment est non binaire et fluide en termes de genre ».

## Distinctions
- apparaît dans la liste Out100 des personnalités LGBTQ de l’année 2020 constituée par le magazine Out[12]

## Filmographie

### Télévision
- Canada's Drag Race (saison 1)

- Bring Back My Girls (2022)

### Documentaire
- Indigiqueer, Sarain Fox, 2025 (elle-même)[14]